# Igreja de São Jorge (Achada)

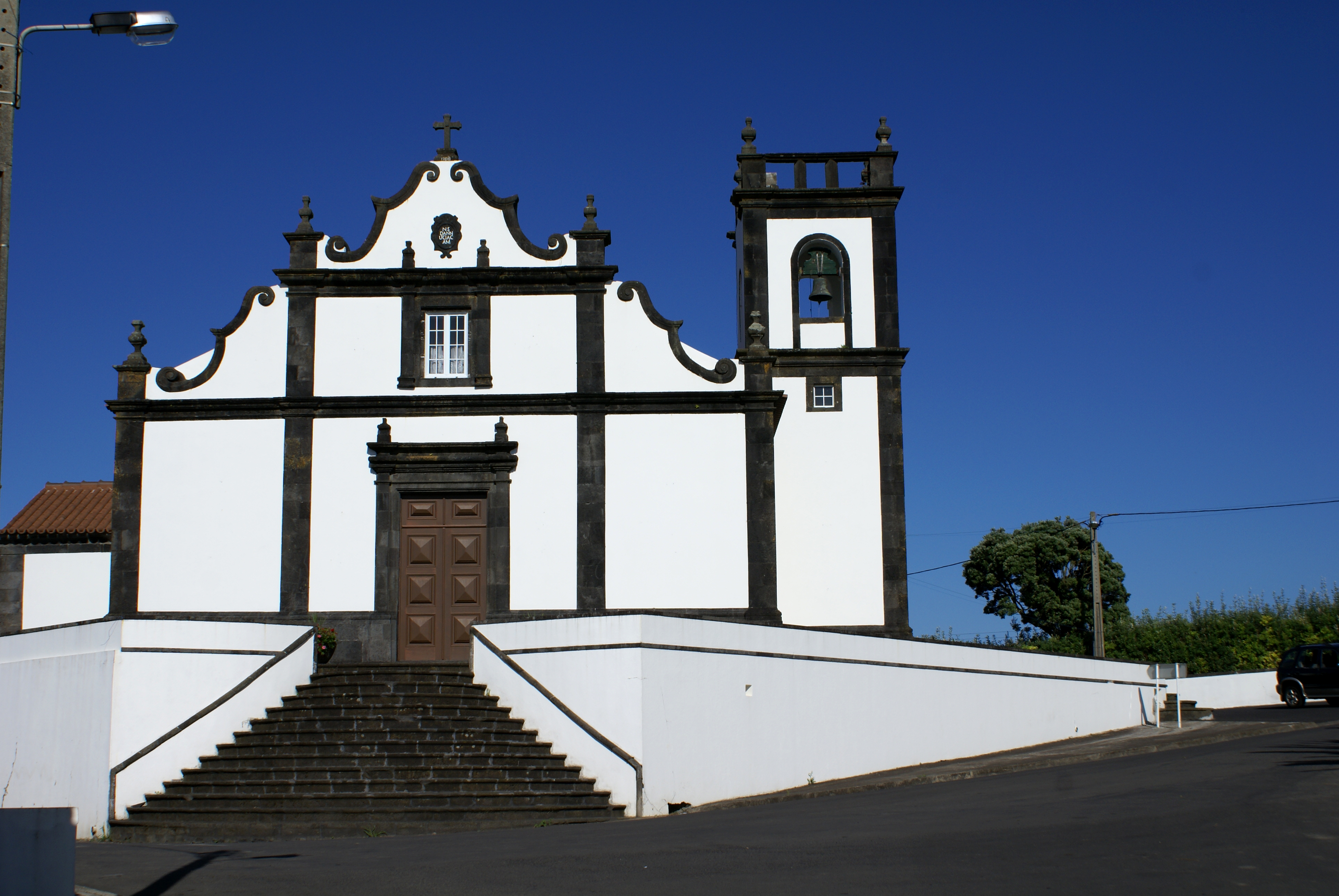
Igreja da Achada, Nordeste.

A Igreja Matriz de São Jorge é uma igreja portuguesa localizada na Vila de Nordeste, concelho de Nordeste, na ilha açoriana de São Miguel.
A primitiva igreja na desta localidade, sob a invocação de São Jorge, já existia antes de 1522, pois ficou arruinada de forma muito considerável nesse ano, por ocasião do cataclismo que  subverteu Vila Franca do Campo. O lugar era pobre e a sua reparação difícil.
Os sinos quase sempre rachados eram um problema, o mesmo acontecendo com a iluminação, pois a igreja era muito escura e os beneficiados, em certos dias, tinham de ler o breviário cá fora. Em 1788, a igreja ameaçava de tal modo ruína que, em 1796, se iniciou a construção do novo templo, dando-se-lhe já a feição actual.
Em 1832, por decreto de Mouzinho da Silveira, assinado em Ponta Delgada por D. Pedro IV, acabava-se a colegiada, mas a igreja era elevada a matriz prioral.
Actualmente existe um gracioso templo, de três naves, tendo no cimo do frontispício um escudo com as insígnias do santo padroeiro.
Até 1849, a imagem do orago, São Jorge, era pequena, pelo que foi encomendada uma nova que chegaria de Lisboa em Maio daquela ano. Essa imagem, que veio na escuna Elisa, esteve alguns dias na Igreja de São Pedro de Ponta Delgada, e depois no Convento de Nossa Senhora da Esperança, após o que embarcou para o Nordeste, onde então foi alvo de grandes e ruidosas festas, por iniciativa do respectivo prior, o padre Manuel Pereira de Resende.